# David Ayala
Maximiliano David Ayala (Berazategui, 26 luglio 2002) è un calciatore argentino, centrocampista dei Portland Timbers.

## Caratteristiche tecniche
È un mediano.

## Carriera
Cresciuto nel settore giovanile dell'Estudiantes (LP), debutta in prima squadra il 10 dicembre 2019 in occasione dell'incontro di Primera División pareggiato 1-1 contro l'Argentinos Juniors.

## Statistiche

### Presenze e reti nei club
Statistiche aggiornate al 31 luglio 2021.
| Stagione        | Squadra          | Campionato      | Campionato | Campionato | Coppe nazionali | Coppe nazionali | Coppe nazionali | Coppe continentali | Coppe continentali | Coppe continentali | Altre coppe | Altre coppe | Altre coppe | Totale | Totale |
| Stagione        | Squadra          | Comp            | Pres       | Reti       | Comp            | Pres            | Reti            | Comp               | Pres               | Reti               | Comp        | Pres        | Reti        | Pres   | Reti   |
| --------------- | ---------------- | --------------- | ---------- | ---------- | --------------- | --------------- | --------------- | ------------------ | ------------------ | ------------------ | ----------- | ----------- | ----------- | ------ | ------ |
| 2019-2020       | Estudiantes (LP) | PD              | 1          | 0          | CA              | 0               | 0               |                    | -                  | -                  |             | -           | -           | 1      | 0      |
| 2020            | Estudiantes (LP) |                 | -          | -          | CdL             | 9               | 0               |                    | -                  | -                  |             | -           | -           | 9      | 0      |
| 2021            | Estudiantes (LP) | PD              | 4          | 0          | CA+CdL          | 1+11            | 0               |                    | -                  | -                  |             | -           | -           | 16     | 0      |
| Totale carriera | Totale carriera  | Totale carriera | 5          | 0          |                 | 21              | 0               |                    | -                  | -                  |             | -           | -           | 26     | 0      |